# Rue du Baignoir
La rue du Baignoir est une voie située dans le 1er arrondissement de Marseille.

## Situation et accès
Elle va de la rue Tapis-Vert à la rue des Petites-Maries. 

## Origine du nom
Dans cette rue se trouvait un établissement de bains intitulé « Grands bains et étuves » d’où son nom.